# Anna Borg (företagsledare)
Anna Maria Bodotter Borg Sæther, född 10 februari 1971 i Hedvig Eleonora församling i Stockholm, är en svensk företagsledare och sedan 1 november 2020 VD och koncernchef för statsägda Vattenfall.

## Biografi
Anna Borg har en magisterexamen i ekonomi och statskunskap. Hon arbetade en kort tid som konsult innan hon började på Vattenfall 1996 inom företagets tradingverksamhet. Hon tillträdde 1999 som chef för strategi och affärsutveckling i Vattenfall Trading, och hade mellan 2003 och 2009 olika chefsbefattningar inom strategi, affärsutveckling och projektledning. Mellan 2009 och 2015 var hon chef för olika affärsdivisioner inom Vattenfall. Under åren 2015 och 2016 var hon Nordenchef på Klarna, och återvände i april 2017 till Vattenfall som chef för affärsområde Markets. Senare under 2017 blev hon finansdirektör.
Den 1 november 2020 tog hon över som vd och koncernchef för statliga Vattenfall efter Magnus Hall, vilket tillkännagavs den 10 september 2020.
På internationella kvinnodagen den 8 mars 2021 konstaterade Dagens Industri att Borg är vd för statens största företag och "därmed har ett av de allra viktigaste och mest ansvarsfulla framtidsuppdragen i svenskt näringsliv" samt placerade henne som nummer åtta på tidningens lista över landets mest inflytelserika kvinnor.

## Utmärkelser
- 2014 – på plats 13 på Veckans Affärers lista "Näringslivets mäktigaste kvinnor".[9]
- 2016 – på plats 6 på Veckans Affärers lista "Näringslivets mäktigaste kvinnor".[10]
- 2021 – på plats 8 på Dagens Industri:s lista över landets mest inflytelserika kvinnor.[8]
- 2023 - utses av TIME Magazine som en av världens 100 mest inflytelserika aktörer inom klimatfrågan
- 2023 - utses av Dagens Industri till Näringslivets mäktigaste kvinna